# Vetenskapsåret 1740

## Händelser
- Émilie du Châtelet publicerar Institutions de physique.

## Pristagare
- Copleymedaljen: Alexander Stuart

## Födda
- 27 juni - John Latham (död 1837), engelsk läkare och naturforskare.
- 26 augusti - Joseph Michel Montgolfier (död 1810), fransk ballongpionjär.
- 24 december - Anders Johan Lexell (död 1784), finländsk astronom och vetenskapsman.
- William Smellie (död 1795), skotsk naturforskare.

## Avlidna
- 23 mars - Olof Rudbeck d.y. (född 1660), svensk vetenskapsman och upptäcktsresande.